# Зміячка дрібноцвіта
Зміячка дрібноцвіта, скорзонера дрібноквіткова (Scorzonera parviflora) — вид рослин з родини айстрових (Asteraceae), поширений у Євразії від Іспанії до Сіньцзяну (Китай).

## Опис
Однорічна рослина 8–70 см заввишки. Гола рослина з лінійними або довгастими нижніми листками. Стебло зазвичай безлисте, рідше з 1–3 лускоподібними листками. Квітки майже рівні обгортці, жовті. Чубчик удвічі перевищує сім'янку, сніжно-білий. Сім'янки голі, на ребрах гладкі. Кореневище повзуче, ≈ 1.5 см в діаметрі, зазвичай гіллясте. Каудекс із або без залишків листкових оболонок. Стебла одиночні або кілька, висхідні чи вертикальні. Сім'янки жовтуваті, циліндричні, 7–9 мм. 2n = 14.

## Поширення
Поширений у Євразії від Іспанії до Сіньцзяну (Китай); відсутній на півночі, на Італійському й заході Балканського півострова.
В Україні вид зростає на солончаках і засолених луках — У Лісостепу, Степу, Степовому Криму і на ПБК.